# وتلوگا
شهر وتلوگا (به روسی: Ветлуга) در کشور روسیه و در اوبلاست نیژنی نووگورود واقع شده‌است.